# Triangle culinari

Representació del triangle culinari

El triangle culinari (denominat també triangle gastronòmic) és un concepte culinari descrit per Claude Lévi-Strauss en el qual es consideren tres tipus de cuina, que constitueixen la tríada cru-cuit-podrit. Cada aliment es troba en un d'aquests estats o en una transició a un d'aquests estats. Lévi-Strauss va poder comprovar que els aliments tenen estats contraposats com ara: elaborat/cru, cultura/natura, fresc/calent o líquid/sòlid, etc. Levi-Strauss va mostrar que la cuina és o bé una mediació humana o bé un procés cultural. Aquest mètode en forma de tríades és classificatori, en cap moment una explicació cultural de la forma que entenen les cultures els aliments i els seus processos.

## Característiques
Lévi-Strauss, per representar la seva idea, va posar a cada angle d'un triangle els tres "estats": el cru, que representa l'originària condició de no-transformació del menjar; el cuinat com a transformació cultural de l'aliment des del seu estat cru; el podrit, com a natural alteració del cru o del cuinat. Cada un dels tres estats s'oposa als altres dos. El curiós de la teoria és que cada un dels estats no és entès per cada societat de la mateixa manera. Per exemple, el formatge és considerat podrit en algunes cultures asiàtiques, mentre que en d'altres és considerat en un estat fermentat.
Des del punt de vista sociològic, cada cultura desenvolupa tècniques culinàries per elaborar cada aliment. En molts casos, el foc actua com a element interventor en la transformació ràpida dels aliments de cru a cuinat. En alguns casos, el foc és un delimitador dels tabús alimentaris (com ara menjar carn crua/cuinada). En aquest sentit, les cultures desenvolupades tendeixen a elaborar les seves tecnologies de processament d'aliments evitant que caiguin en l'estat de "podrit", és el cas dels frigorífics: retardant el pas de cru a podrit, aquesta mateixa tecnologia refrigeradora permet alentir el pas de cuinat a podrit.